# Danske regnskabsvejledninger
De Danske regnskabsvejledninger er et tænkt som et supplement til Årsregnskabsloven. De Danske regnskabsvejledninger udgives af Foreningen af Statsautioriserede Revisorer i samarbejde med en lang række af organisationer. Herunder kan nævnes Dansk Industri, Foreningen af Registrerede Revisorer og Finansrådet. Da årsregnskabsloven er en såkaldt rammelov, hvor det store formål er at sikre et "retvisende billede" af årsrapporten, er der yderligere hjælp at hente i regnskabsvejledningerne. Formålet med regnskabsvejledningerne er at ensrette metoderne til indregning og behandling af de forskellig elementer i årsrapporten. Ensretningen er tænkt både på nationalt- og internationalt niveau.
| Økonomi | Spire Denne artikel om økonomi er en spire som bør udbygges. Du er velkommen til at hjælpe Wikipedia ved at udvide den. |